# Pseudonympha detecta
Pseudonympha detecta är en fjärilsart som beskrevs av Henry Trimen 1914. Pseudonympha detecta ingår i släktet Pseudonympha och familjen praktfjärilar. Inga underarter finns listade.